# مبرهنة القيمة المتطرفة

دالة مستمرة في المجال المغلق إظهار الحد الأقصى المطلق (الأحمر) والنقطة المطلقة (الأزرق).

تنص مبرهنة القيمة المتطرفة في حساب التفاضل والتكامل على أنه إذا كانت دالة {\displaystyle f} ذات قيمة حقيقية مستمرة في المجال {\displaystyle [a,b]} ، أي أنَّ هذه الدالة {\displaystyle f} يجب أن تبلغ النهاية العليا والحد النهاية الدنيا ، مرة واحدة على الأقل. توجد أرقام {\displaystyle c} و {\displaystyle d} في {\displaystyle [a,b]} تحقق:
{\displaystyle f(c)\geq f(x)\geq f(d)\quad \forall x\in [a,b]}
تعتبر نظرية القيمة القصوى أكثر تحديدًا من نظرية الحدود ذات الصلة ، والتي تنص فقط على أن دالة مستمرة {\displaystyle f} في المجال المغلق {\displaystyle [a,b]} محدد في ذلك المجال، وهذا يعني أنه توجد أعداد حقيقية {\displaystyle m} و {\displaystyle M} تحقق:
{\displaystyle m\leq f(x)\leq M\quad \forall x\in [a,b].}هذا لا يعني أنَّ القيمتين {\displaystyle M} و {\displaystyle m} هي بالضرورة القيم القصوى والدنيا للدالّة {\displaystyle f} في المجال المحدود {\displaystyle [a,b]} وهو ما تنص عليه نظرية القيمة القصوى يجب أن يكون هو الحال أيضًا.
تُستخدم نظرية القيمة القصوى لإثبات مبرهنة رول . تنص النظرية التي صاغها كارل فايرشتراسعلى أن الدالة المستمرة من فضاء متراص غير فارغ إلى مجموعة جزئية من الأعداد الحقيقية تصل إلى النهاية العليا والنهاية الدنيا.

## نبذة تاريخية
يعود إثبات القيمة القصوى إلى برنارد بولزانو في ثلاثينيات القرن التاسع عشر في العمل نظرية المتغير، لكن العمل ظل غير منشور حتى عام 1930. يعتمد دليل بولزانو على إظهار الدالة المستمرة في نهايات مغلقة أنها محدودة، ثم يُظهر أن هذه الدالة قد حققت قيمة قصوى ودنيا. تضمن كلا الدليلين ما يُعرف اليوم بمبرهنة بولزانو-ويرستراس . اكتشف ويرستراس أيضاً نتائجها عام 1860.

## الدالات التي لا تنطبق عليها النظرية
توضح الأمثلة التالية لماذا يجب إغلاق مجال الدالة وتحديده من أجل تطبيق المبرهنة. كل فشل في بلوغ الحد الأقصى في الفترة الزمنية المحددة.
1. {\displaystyle f(x)=x} تعريف أكثر {\displaystyle [0,\infty )} لا يحدها من الأعلى.
2. {\displaystyle f(x)={\frac {x}{1+x}}} تعريف أكثر {\displaystyle [0,\infty )} محدودة ولكنها لا تصل إلى أدنى حد لها {\displaystyle 1} .
3. {\displaystyle f(x)={\frac {1}{x}}} تعريف أكثر {\displaystyle (0,1]} لا يحدها من الأعلى.
4. {\displaystyle f(x)=1-x} تعريف أكثر {\displaystyle (0,1]} محدودة ولكنها لا تصل أبدًا إلى أدنى حد لها {\displaystyle 1} .

تعريف {\displaystyle f(0)=0} في المثالين الأخيرين يوضح أن كلا المبرهنتين تتطلب الاستمرارية في {\displaystyle [a,b]}.

## التعميم على الفضاء المتري والطوبولوجية
ند الانتقال من الخط الحقيقي {\displaystyle \mathbb {R} } بالنسبة للفضاء المتري والفضاء الطوبولوجي العام، فإن التعميم المناسب للمجال المغلق هو فضاء متراص. مجموعة {\displaystyle K} يُقال أنَّها متراصَّة إذا كانت تحوي الخاصية الآتية:
من كل مجموعة من المجموعات المفتوحة {\displaystyle U_{\alpha }} مثل {\textstyle \bigcup U_{\alpha }\supset K}، حيث {\displaystyle U_{\alpha _{1}},\ldots ,U_{\alpha _{n}}} مجموعة فرعية محدودة يمكن اختياره بالشكل{\textstyle \bigcup _{i=1}^{n}U_{\alpha _{i}}\supset K}. عادة ما تذكر باختصار "كل غطاء مفتوح للمجموعة {\displaystyle K} لها غطاء فرعي محدود ". تؤكد مبرهنة هاين وبوريل أن مجموعة فرعية من الخط الحقيقي تكون متراصة إذا وفقط إذا كانت مغلقة ومحدودة. في المقابل ، تحتوي المساحة المترية على مبرهنة هاين وبوريل إذا كانت كل مجموعة مغلقة ومحدودة متراصة أيضًا.
يمكن أيضًا تعميم مفهوم الدالّة المستمرة، نظرا للمساحات الطوبولوجية {\displaystyle V,\ W} ، الدالة {\displaystyle f:V\to W} تكون مستمرة إذا كان لكل مجموعة مفتوحة {\displaystyle U\subset W} و {\displaystyle f^{-1}(U)\subset V} مقلوب عكسي مفتوح أيضًا. بالنظر إلى هذه التعريفات ، يمكن إظهار الدوال المستمرة للحفاظ على الترابط:
نظرية: إذا كانت {\displaystyle V,\ W} هي مساحات طوبولوجية، والدالّة {\displaystyle f:V\to W} هي دالّة مستمرة، و {\displaystyle K\subset V} متراصة، إذن {\displaystyle f(K)\subset W} مترّاص أيضاً.
خاصّةً، إذا كانت المجموعة{\displaystyle V} مساوياً لمجموعة الأعداد الحقيقية {\displaystyle \mathbb {R} } ({\displaystyle W=\mathbb {R} })، ثم هذه النظرية تشير إلى {\displaystyle f(K)} مغلق ومحدود لأي مجموعة متراصة {\displaystyle K} ، وهذا بدوره يعني ذلك {\displaystyle f} يحقق أعلى وأدنى قيمة على أي مجموعة مدمجة (غير فارغة) {\displaystyle K} . وبالتالي، لدينا التعميم التالي لمبرهنة القيمة القصوى:
نظرية: لو {\displaystyle K} هي مجموعة متراصة، و {\displaystyle f:K\to \mathbb {R} } هي دالَّة مستمرة ، إذن {\displaystyle f} محدود ويوجد {\displaystyle p,q\in K} مثل ذلك {\textstyle f(p)=\sup _{x\in K}f(x)} و {\textstyle f(q)=\inf _{x\in K}f(x)} .
بتعميم الحالة، ينطبق هذا أيضًا على دالَّة عليا شبه متصلة. (انظر الفضاء المتراص).

## إثبات المبرهنات
النظر إلى مبرهنات الحد الأعلى والحد الأقصى للدالة {\displaystyle f} . من خلال تطبيق هذه النتائج على الدالة {\displaystyle -f}، ووجود الحد الأدنى والنتيجة للحد الأدنى من {\displaystyle f} تابع. لاحظ أيضًا أن كل شيء في الإثبات ضمن مجموعة الأعداد الحقيقية.
نثبت أولاً نظرية الحدود، وهي خطوة في إثبات نظرية القيمة القصوى، والخطوات الأساسية المتضمنة في إثبات نظرية القيمة القصوى هي:
1. إثبات نظرية الحدود.
2. ابحث عن تسلسل بحيث تتقارب صورته إلى أعلى مستوى للدالة {\displaystyle f} .
3. أظهر أن هناك متتالية جزئية تتقارب مع نقطة في منطلق الدالة.
4. استخدم الاستمرارية لإثبات أن صورة التتابعات تتلاقى مع السيادة.

### إثبات مبرهنة الحدود
النص: لو كانت الدالّة {\displaystyle f(x)} مستمرة على {\displaystyle [a,b]} ّن فهي محدودة على المجال {\displaystyle [a,b]}
افترض الدالّة {\displaystyle f} غير محددة في المجال المغلق {\displaystyle [a,b]} . ويكون لكل عدد طبيعي {\displaystyle n} ، هناك متغير {\displaystyle x_{n}\in [a,b]} مثل ذلك {\displaystyle f(x_{n})>n} . هذا يحدد المتتالية {\displaystyle (x_{n})_{n\in \mathbb {N} }}. لأن {\displaystyle [a,b]} محدودة ، تشير مبرهنة بولزانو-ويرستراس إلى وجود نتيجة متقاربة لاحقة {\displaystyle (x_{n_{k}})_{k\in \mathbb {N} }} ل {\displaystyle ({x_{n}})} . دلالة على حدودها من قبل {\displaystyle x} . مثل {\displaystyle [a,b]} مغلق يحتوي على {\displaystyle x} . لأن {\displaystyle f} مستمر في {\displaystyle x} ، نحن نعرف ذلك {\displaystyle f(x_{{n}_{k}})} يتقارب مع العدد الحقيقي {\displaystyle f(x)} (مثل {\displaystyle f} مستمر بالتتابع عند {\displaystyle x} ). لكن {\displaystyle f(x_{{n}_{k}})>n_{k}\geq k} لكل {\displaystyle k} ، مما يعني أن {\displaystyle f(x_{{n}_{k}})} يتباعد ل {\displaystyle +\infty } ، تناقض. لذلك، {\displaystyle f} يحد أعلاه على {\displaystyle [a,b]} .